# Turm (Popular Institute)

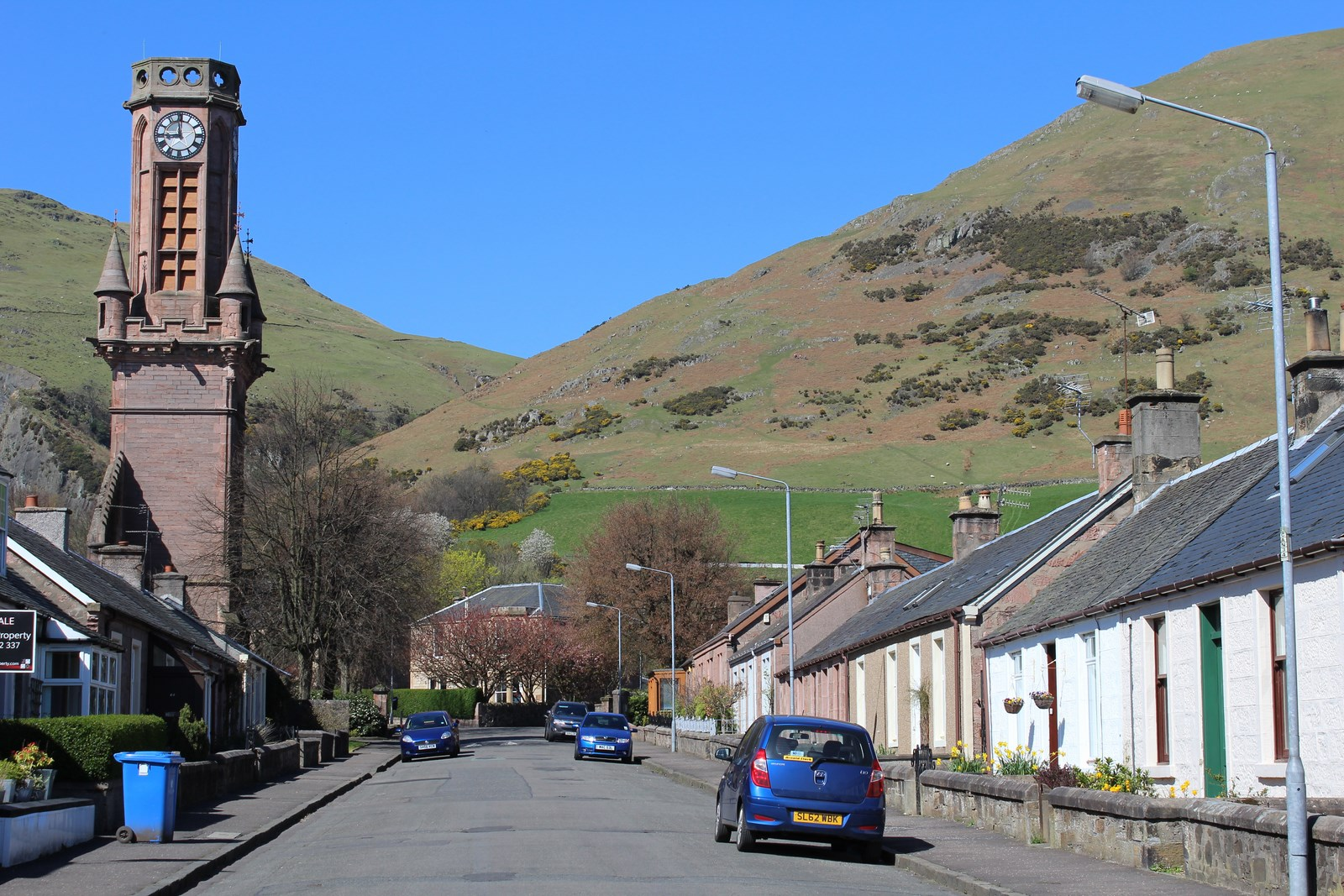
Turm des Popular Institute

Der Turm des Popular Institute ist ein Turm in der schottischen Stadt Tillicoultry in der Council Area Clackmannanshire. Es handelt sich um das letzte erhaltene Element eines Gemeindezentrums, das 1986 abgerissen wurde. 1979 wurde das Bauwerk in die schottischen Denkmallisten in der Kategorie B aufgenommen.

## Beschreibung
Der Turm befindet sich in einem Wohngebiet an der Ochil Street nördlich des Stadtzentrums. Obschon das Gemeindezentrum bereits 1859 errichtet wurde, wurde der Turm erst 1878 hinzugefügt. Der Turm besitzt einen quadratischen Grundriss und sein Mauerwerk besteht aus Quaderstein. Ein verziertes Eingangsportal mit Spitzbogen weist nach Osten. Darüber liegt ein auskragender Balkon. Nach Norden und Süden zeigen zwei weitere Spitzbogenportale einfacherer Machart. An die Westfassade schließt beidseitig der Überrest einer Giebelfläche an, die als Staffelgiebel gearbeitet ist. Oberhalb des zweiten Stockwerks des Turms verläuft ein auskragendes Gesimse, auf dem vier Ecktürme mit verjüngenden, steinernen Dächern aufsitzen. Auf dem quadratischen Turm sitzt ein Glockenturm mit ungleichmäßig oktogonaler Grundfläche auf. Er besitzt Turmuhren an vier Seitenflächen.